# Symbole (christianisme)
Pour les articles homonymes, voir Symbole (homonymie).
Les chrétiens appellent « symbole » un résumé des croyances de la foi chrétienne. L'usage réserve essentiellement ce terme aux plus anciennes formules, citées ci-après, dites aussi « symboles œcuméniques », car, du fait de leur ancienneté, elles ont été adoptées par la quasi-totalité des chrétiens. 

## Étymologie
Le sens premier du mot symbole dans le contexte chrétien est : « formulaire qui contient les principaux articles de la foi. » Le mot symbole est utilisé dans ce sens depuis la fin du XIVe siècle. Il provient du latin symbolum, « pièce justificative d'identité, signe de reconnaissance », lui-même emprunté au grec συμβολον, « signe de reconnaissance », ce qui désignait concrètement un objet cassé en deux, dont deux personnes conservaient chacune la moitié. Ce substantif grec provient du verbe συμβαλλω, qui signifie « jeter ensemble, réunir » s'il est transitif, et « se rencontrer avec (quelqu'un) » s'il est intransitif. S'appuyant sur cette étymologie, le théologien catholique et futur pape Joseph Ratzinger pouvait déclarer en 1969 : « Chaque homme ne détient la foi que comme un “symbole”, comme une pièce incomplète et brisée, qui ne saurait trouver son unité et son intégralité qu'en s'unissant aux autres. »

### Termes proches ou équivalents
- Le terme « confession de foi » est quasiment synonyme de symbole et également en usage depuis l'Antiquité. Tiré du latin « confessio fidei » qui traduit le terme grec « ὁμολογία » signifiant "même langage, affirmation commune, accord", il implique l'idée d'une parole prononcée distinctement à voix haute et ensemble[4].
- Le latin a aussi utilisé le termes de tessera qui vient aussi du grec τέσσαρες, signifiant "quatre", donc primitivement un dé à 4 faces, qui désignait une tablette de terre cuite que l'on cassait lorsqu'on voulait créer un signe de reconnaissance, donc un sens très proche de symbolum[4].
- Certains ont aussi utilisé le terme de « règle » (latin regula, grec κανών) sous la forme « κανών της αληθειας » (règle de vérité, terme utilisé par Irénée), ou sous la forme « regula fidei » (règle de foi, utilisé par Tertullien)[4].

## Histoire

### Origines des symboles
La pratique des symboles, cette expression très synthétique de la foi chrétienne, s'est fait jour pour trois raisons :
- pour adresser à Dieu une réponse à son appel, par exemple lors d'un culte ou lors d'un baptême[5]. Des exemples de telles réponses spontanées se trouvent dans les évangiles, par exemple l'exclamation de Thomas (Jean 20.28): « Mon Seigneur et mon Dieu », ou la déclaration de Marthe (Jean 11.27): « Oui, Seigneur, je crois que tu es le Christ, le fils de Dieu qui devait venir dans le monde », ou encore la réponse de Pierre à Jésus (Jean 6.68-69): « Seigneur, à qui irions-nous? Tu as les paroles de la vie éternelle. Nous avons cru et nous avons connu que tu es le Christ, le Saint de Dieu. » Le symbole résume l'engagement du chrétien envers Jésus.
- pour témoigner publiquement : pour prêcher et transmettre la foi, il est nécessaire de pouvoir en résumer l'essentiel en de courtes formules. Dans les persécutions que connaissait l'église primitive, ce témoignage avait souvent lieu devant une autorité ou un tribunal hostile. On trouve cette notion dans I Timothée 6.13 : il y est dit que Jésus a « fait une belle confession devant Ponce Pilate ». Avant d'être des martyrs, les chrétiens persécutés sont des confesseurs qui annoncent au monde la bonne nouvelle [en grec, εὐαγγέλιον (euangélion)] devant leurs juges et parfois sur les lieux de leur exécution[5].
- enfin pour aider les chrétiens à être fidèles à leur foi devant la menace de l'hérésie. Les nombreuses déviations et hérésies des premiers siècles confèrent souvent aux premiers symboles un caractère polémique marqué[5].

### Développement des premiers symboles
Les premiers symboles se résument souvent à une affirmation forte de la résurrection du Christ. C'est là l'essentiel, surtout dans un contexte où les juifs dominaient et où l'affirmation de la venue du Messie sur terre était l'élément clé, alors que le rappel d'une foi dans le Dieu créateur était de toutes façons un point commun entre juifs et chrétiens. L'évolution des textes au cours des 3 premiers siècles de l'histoire de l’Église va dans le sens d'une amplification et d'une unification des formules par les contacts mutuels entre communautés. Ce mouvement centralisateur est plus rapide en Occident où Rome est la seule église qui peut revendiquer une origine directement apostolique, et plus lent en Orient.
A titre d'exemple, voici la plus ancienne trace d'un symbole qui préfigure le symbole des apôtres, qui se trouve dans les écrits de Justin martyr (décédé en 165)  :

« Je crois en Dieu le Père de toutes choses et le Seigneur,

Et en Jésus-Christ notre sauveur, crucifié sous Ponce Pilate, 

Et au Saint-Esprit qui a prophétisé par les prophètes ce qui concernait le Christ. »

Vers 200, Hippolyte donne cette version :

« Je crois en Dieu le Père Tout-puissant,

Et au Christ Jésus, Fils de Dieu, qui est né par l'Esprit saint de la vierge Marie,

a été crucifié sous Ponce Pilate, est mort et a été enseveli, 

est ressuscité vivant le troisième jour,

est monté aux cieux, est assis à la droite du Père,

viendra juger les vivants et les morts,

Et au Saint-Esprit, la sainte Église et la résurrection de la chair. »

Le symbole apostolique est déjà tout à fait reconnaissable, il sera complété de quelques adjonctions explicatives par la suite.
En Orient, la diversité des symboles a été plus marquée et s'est maintenue plus longtemps. Ce n'est que vers le IVe siècle qu'une certaine convergence s'observe autour d'un modèle tel que celui-ci :

« Je crois en un seul Dieu, le Père, Tout-puissant,

créateur de toute chose, visible et invisible,

Et en un seul Seigneur, Jésus-Christ, le Fils unique de Dieu,

qui est né du Père avant tous les âges,

par lequel tout a été fait,

qui devint homme, souffrit et ressuscita le troisième jour, 

et monta au ciel, 

et viendra dans la gloire pour juger les vivants et les morts, 

Et au Saint-Esprit. »

L'unification des symboles orientaux n'aura lieu qu'au IVe siècle, le Symbole de Nicée faisant disparaître graduellement tous les autres.

## Les symboles œcuméniques

### Le Symbole des apôtres
« Je crois en Dieu, le Père tout-puissant, Créateur du ciel et de la terre, et en Jésus-Christ, son Fils unique, notre seigneur, qui a été conçu du Saint-Esprit, et qui est né de la Vierge Marie. 
Il a souffert sous Ponce Pilate, Il a été crucifié, il est mort, il a été enseveli, il est descendu aux enfers, 
le troisième jour, il est ressuscité des morts. Il est monté au ciel et il siège à la droite de Dieu, le Père tout-puissant d'où Il viendra pour juger les vivants et les morts.
Je crois en l'Esprit-Saint, à la sainte Église universelle, à la communion des saints, à la rémission des péchés, à la résurrection de la chair et à la vie éternelle.

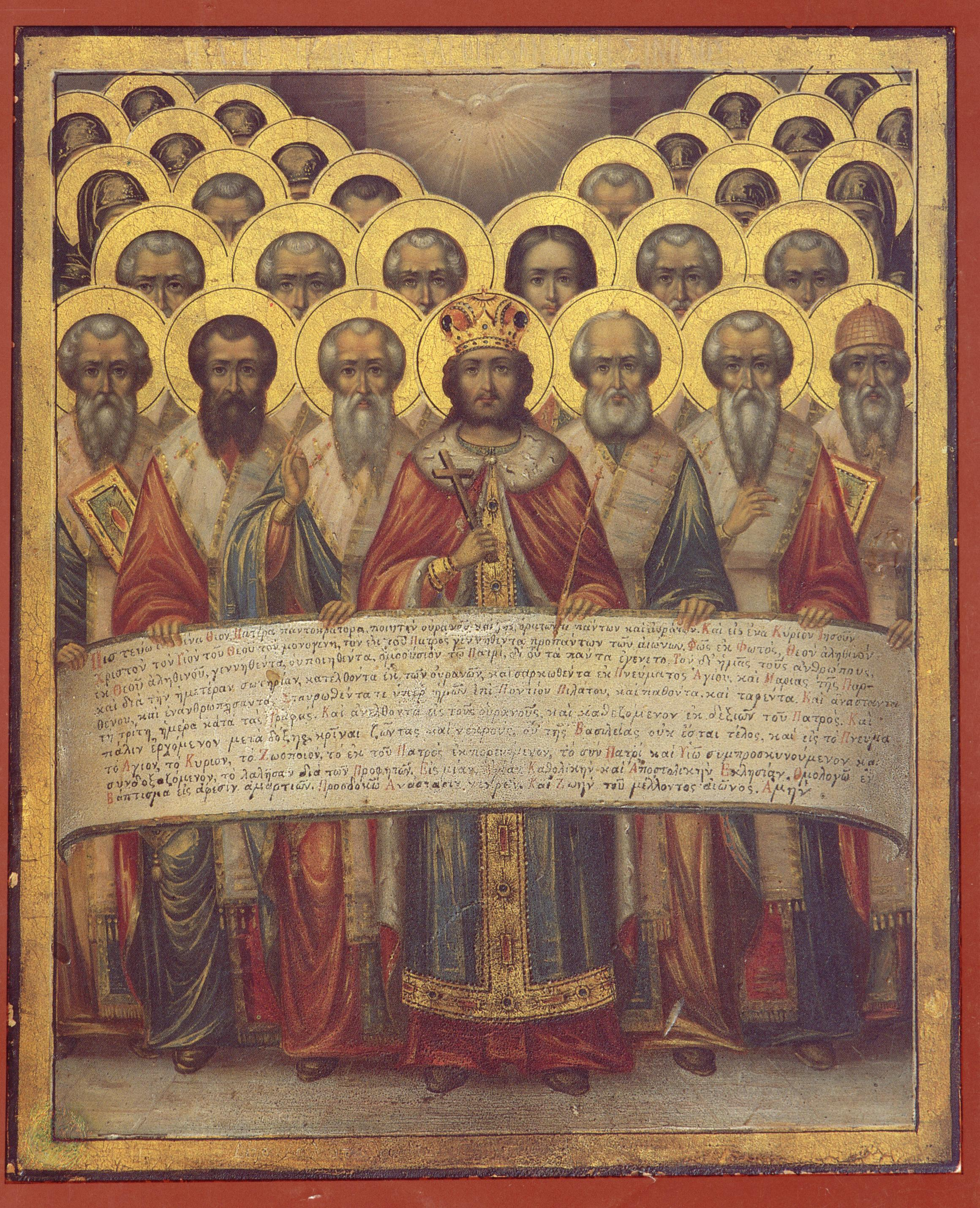
Icone des pères du concile de Nicée (autour de l'empereur Constantin), avec le texte du credo

Amen. »

### Le symbole de Nicée-Constantinople
« Je crois en un seul Dieu, le Père tout-puissant, créateur du ciel et de la terre, de l'univers visible et invisible. 
Je crois en un seul Seigneur, Jésus-Christ, le Fils unique de Dieu, né du Père avant tous les siècles ; il est Dieu, né de Dieu, lumière, née de la lumière, vrai Dieu, né du vrai Dieu. Engendré, non pas créé, de même nature que le Père, et par lui tout a été fait. Pour nous les hommes, et pour notre salut, il descendit du ciel ; par l'Esprit-Saint, il a pris chair de la Vierge Marie, et s'est fait homme. Crucifié pour nous sous Ponce Pilate, il souffrit sa passion et fut mis au tombeau. Il ressuscita le troisième jour, conformément aux Écritures, et il monta au ciel ; il est assis à la droite du Père. Il reviendra dans la gloire, pour juger les vivants et les morts ; et son règne n'aura pas de fin.
Je crois en l'Esprit Saint, qui est Seigneur et qui donne la vie ; il procède du Père (et du Fils). Avec le Père et le Fils, il reçoit même adoration et même gloire ; il a parlé par les prophètes. Je crois en l'Église, une, sainte, catholique et apostolique. Je reconnais un seul baptême pour le pardon des péchés. J'attends la résurrection des morts, et la vie du monde à venir. Amen. »

### Le symbole d'Athanase
« Quiconque veut être sauvé doit, avant tout, tenir la foi catholique : s'il ne la garde pas entière et pure, il périra sans aucun doute pour l'éternité.
Voici la foi catholique : nous vénérons un Dieu dans la Trinité et la Trinité dans l'Unité, sans confondre les Personnes ni diviser la substance : autre est en effet la Personne du Père, autre celle du Fils, autre celle du Saint-Esprit ; mais une est la divinité du Père, du Fils et du Saint-Esprit, égale la gloire, coéternelle la majesté.
Comme est le Père, tel est le Fils, tel est aussi le Saint-Esprit : incréé est le Père, incréé le Fils, incréé le Saint-Esprit ; infini est le Père, infini le Fils, infini le Saint-Esprit ; éternel est le Père, éternel le Fils, éternel le Saint-Esprit ; et cependant, ils ne sont pas trois éternels, mais un éternel ; tout comme ils ne sont pas trois incréés, ni trois infinis, mais un incréé et un infini. De même, tout-puissant est le Père, tout-puissant le Fils, tout-puissant le Saint-Esprit ; et cependant ils ne sont pas trois tout-puissants, mais un tout-puissant. Ainsi le Père est Dieu, le Fils est Dieu, le Saint-Esprit est Dieu ; et cependant ils ne sont pas trois Dieux, mais un Dieu. Ainsi le Père est Seigneur, le Fils est Seigneur, le Saint-Esprit est Seigneur ; et cependant ils ne sont pas trois Seigneurs, mais un Seigneur ; car, de même que la vérité chrétienne nous oblige à confesser que chacune des personnes en particulier est Dieu et Seigneur, de même la religion catholique nous interdit de dire qu'il y a trois Dieux ou trois Seigneurs.
Le Père n'a été fait par personne et il n'est ni créé ni engendré ; le Fils n'est issu que du Père, il n'est ni fait, ni créé, mais engendré ; le Saint-Esprit vient du Père et du Fils, il n'est ni fait, ni créé, ni engendré, mais il procède. Il n'y a donc qu'un Père, non pas trois Pères ; un Fils, non pas trois Fils ; un Saint-Esprit, non pas trois Saint-Esprit. Et dans cette Trinité il n'est rien qui soit avant ou après, rien qui soit plus grand ou plus petit, mais les Personnes sont toutes trois également éternelles et semblablement égales. Si bien qu'en tout, comme on l'a déjà dit plus haut, on doit vénérer, et l'Unité dans la Trinité, et la Trinité dans l'Unité. Qui donc veut être sauvé, qu'il croie cela de la Trinité.
Mais il est nécessaire au salut éternel de croire fidèlement aussi en l'incarnation de notre Seigneur Jésus-Christ. C'est donc la foi droite que de croire et de confesser que notre Seigneur Jésus-Christ, Fils de Dieu, est Dieu et homme. Il est Dieu, de la substance du Père, engendré avant les siècles, et il est homme, né de la substance de sa mère, dans le temps ; Dieu parfait, homme parfait composé d'une âme raisonnable et de chair humaine, égal au Père selon la divinité, inférieur au Père selon l'humanité. Bien qu'il soit Dieu et homme, il n'y a pas cependant deux Christ, mais un Christ ; un, non parce que la divinité a été transformée en la chair, mais parce que l'humanité a été assumée en Dieu ; un absolument, non par un mélange de substance, mais par l'unité de la personne. Car, de même que l'âme raisonnable et le corps font un homme, de même Dieu et l'homme font un Christ. Il a souffert pour notre salut, il est descendu aux enfers, le troisième jour il est ressuscité des morts, il est monté aux cieux, il siège à la droite du Père, d'où il viendra juger les vivants et les morts. À sa venue, tous les hommes ressusciteront avec leurs corps et rendront compte de leurs propres actes : ceux qui ont bien agi iront dans la vie éternelle, ceux qui ont mal agi, au feu éternel.
Telle est la foi catholique : si quelqu'un n'y croit pas fidèlement et fermement, il ne pourra être sauvé. »

## Acceptation des symboles œcuméniques par les différentes branches du christianisme

### Catholicisme
L’Église catholique adhère aux symboles œcuméniques. Elle considère en particulier le Symbole de Nicée-Constantinople comme revêtu d'une « grande autorité du fait qu’il est issu des deux premiers conciles œcuméniques (325 et 381) et qu'il demeure commun, aujourd’hui encore, à toutes les grandes Églises de l’Orient et de l’Occident. » D'autre part, elle utilise volontiers le Symbole des apôtres, « le plus ancien catéchisme romain », et le plus simple des symboles. Enfin elle reconnaît, avec d'autres, le symbole d'Athanase 
.

### Protestantisme
Dans la Confession de foi de La Rochelle en 1559, les Églises Réformées de France déclarent reconnaître « les trois Symboles, à savoir des Apôtres, de Nicée, et d'Athanase, parce qu'ils sont conformes à la parole de Dieu ». En 2017, l'Église Protestante Unie de France (issue de l'union de l'Église Réformée de France et de l'Église Évangélique Luthérienne de France), publie sa nouvelle Déclaration de Foi.

### Orthodoxie
Les orthodoxes et les orientaux utilisent le Symbole de Nicée mais ignorent le Symbole des apôtres. 